# Verhuisbedrijf

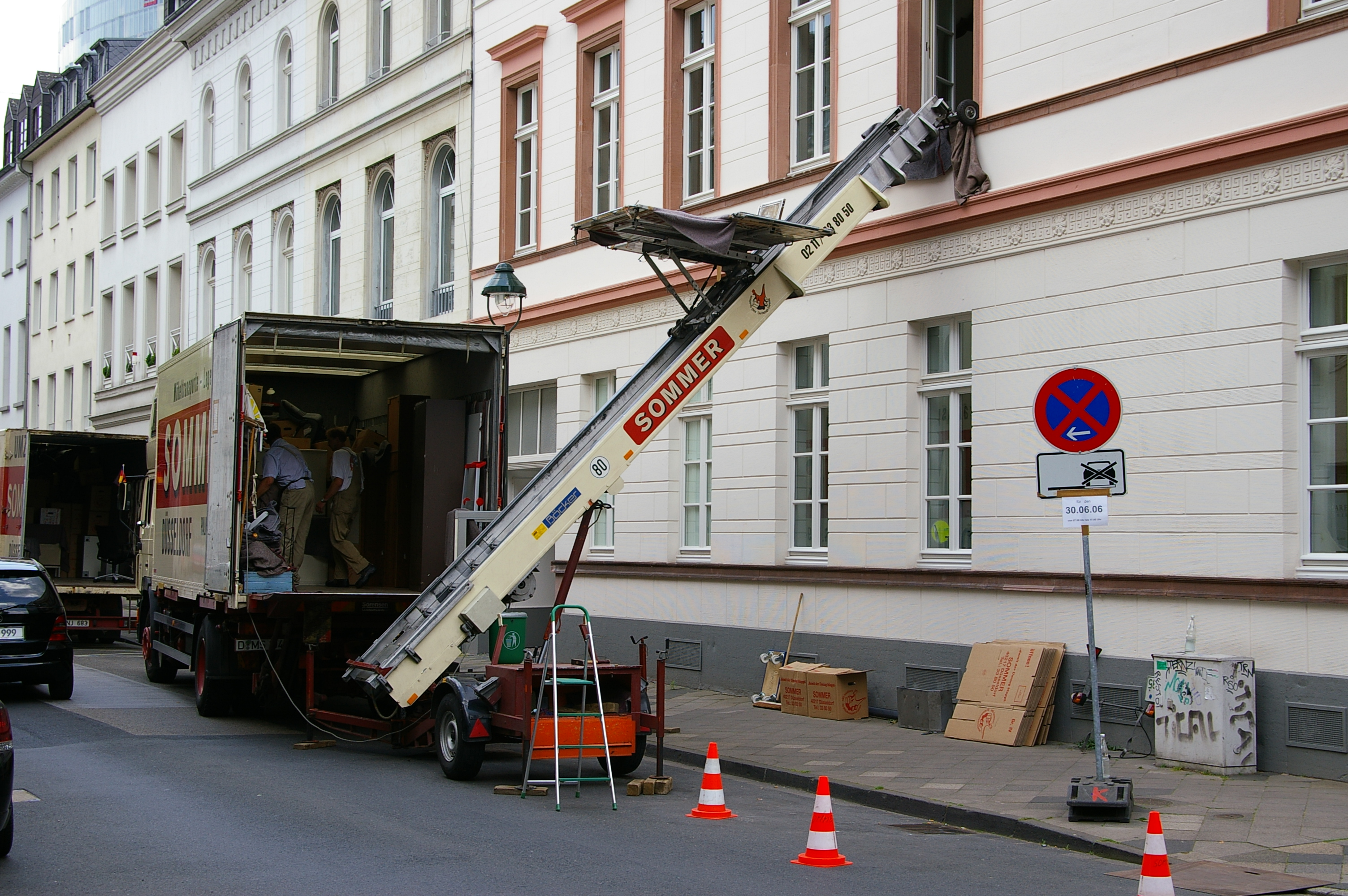
Een verhuisbedrijf bezig met een verhuizing

Een verhuisbedrijf is een bedrijf dat goederen professioneel kan verhuizen van locatie A naar locatie B.

## Verhuisvormen
Verhuisbedrijven hebben verschillende vormen van verhuizen, de meest belangrijke zijn:
- Nationaal verhuizen: verhuizen binnen het land. Goederen worden ingepakt en verzekerd door een verhuisbedrijf.
- Zelf verhuizen: verhuizen met een grote mate van zelf werkzaamheid. Hiervoor kunnen busjes of aanhangwagens worden gebruikt. Ook worden bij zelfverhuizingen soms verhuizers ingehuurd zodat de zware spullen niet zelf hoeven worden getild.
- Internationaal verhuizen: verhuizen van het ene naar het andere land. Veel (grote) verhuisbedrijven doen zowel internationale als nationale verhuizingen. Ook is het mogelijk om een internationaal verhuisbedrijf de internationale verhuizing volledig te laten verzorgen, waarbij onder andere ook naar banen wordt gekeken voor partners, scholen voor kinderen etc. Dit heet in het Engels een Relocation.
- Project- en bedrijfsverhuizingen: Bij dit soort verhuizingen zorgt een verhuisbedrijf met een PPV-certificaat ervoor dat bedrijfsinventarissen, organisatie- of instellingsinventarissen naar de nieuwe locatie gebracht worden en geplaatst.

## Keurmerken
Nationale verhuisbedrijven hebben verschillende keurmerken welke onder andere verzekering van goederen, montage van meubels en het inpakken van goederen garanderen. Binnen Nederland zijn dit de Organisatie voor Erkende Verhuizers (OEV), de Professionele Project Verhuizers en de NEVIM (Netherlands Association of International Movers). De consumentenbond heeft in 2006 in samenwerking met de OEV Algemene Voorwaarden voor Verhuizingen opgesteld waarin wederzijdse rechten en plichten geregeld. 
Internationale verhuisbedrijven moeten tevens voldoen aan diverse ISO-keurmerken, welke per land verschillen. Ook zijn er een aantal keurmerken voor internationale verhuizingen, te weten: FIDI (International Association of International Movers) FAIM (Fidi Accredited International Movers).